# BLUE HEAVEN (サザンオールスターズの曲)
「BLUE HEAVEN」（ブルー・ヘヴン）は、サザンオールスターズの楽曲。自身の40作目のシングルとして、タイシタレーベルから8cmCD・7インチレコードで1997年11月6日に発売された。
2005年6月25日には12cmCDで再発売されている。2014年12月17日からはダウンロード配信、2019年12月20日からはストリーミング配信が開始されている。

## 背景・リリース
前作「01MESSENGER 〜電子狂の詩〜」から3か月経たずして発売された。
1991年の「ネオ・ブラボー!!」以来6年ぶりにメンバー6人全員がジャケットに登場している。この間「エロティカ・セブン」「素敵なバーディー (NO NO BIRDY)」でもメンバーの写真が使われたが休養中の関口和之を除く5人によるものであり、2001年に大森隆志が脱退するため6人がジャケットに登場する最後のシングルとなった。

## 収録曲
- 収録時間：9:01

1. BLUE HEAVEN (4:49)
（作詞・作曲:桑田佳祐　英語補作詞:Tommy Snyder　編曲:サザンオールスターズ）
ケンタッキーフライドチキン「ケンタッキークリスマス '97」CMソング。
モダンなミディアムバラードであり[5]、サビが主に英語詞である。曲の最後にはフェードアウトしながらの桑田の語りが収録されており、この部分は日本語のセリフであるが、歌詞カードには英語訳のみが記載されている[注釈 2]。2005年の再発時や収録アルバム『さくら』『バラッド3』『海のOh, Yeah!!』ではセリフはいずれも省略されている。
公式なミュージック・ビデオがあるほか、2003年発売の『Inside Outside U・M・I』にイメージビデオが収録された。
2. 世界の屋根を撃つ雨のリズム (4:11) 
（作詞・作曲:桑田佳祐　編曲:サザンオールスターズ）
制作当時、桑田が聴いていたイギリスのバンドのレディオヘッドからの影響を受けて作った楽曲[6]。その熱量は相当なものであり、レコーディングエンジニアと共にライブを観に行くほどだった[7]。
本シングルは2曲ともライブ演奏頻度は高くないが、特に本曲は演奏頻度が極端に低く、1997年の年越しライブ「おっぱいなんてプー」以降は2020年の無観客配信ライブ「ほぼほぼ年越しライブ 2020 Keep Smilin' ～皆さん、お疲れ様でした!! 嵐を呼ぶマンピー!!～」でのみ演奏されており、当日のコメント欄ではそのマニアックな選曲に驚きの感想が多数投稿されていた[8]。

## 参加ミュージシャン
- 桑田佳祐:Vocal, Guitar(#1,2)
- 大森隆志:Guitar(#1,2)
- 原由子:Keyboards(#1,2)
- 関口和之:Bass(#1,2)
- 松田弘:Drums(#1,2)
- 野沢秀行:Percussion(#1,2)

- BLUE HEAVEN
  - 角谷仁宣:Computer Programming
- 世界の屋根を撃つ雨のリズム
  - 角谷仁宣:Computer Programming

## 収録アルバム
| 曲名                       | 作品名                          |
| -------------------------- | ------------------------------- |
| BLUE HEAVEN                | さくら                          |
| BLUE HEAVEN                | バラッド3 〜the album of LOVE〜 |
| BLUE HEAVEN                | 海のOh, Yeah!!                  |
| 世界の屋根を撃つ雨のリズム | アルバム未収録                  |

## ミュージック・ビデオ収録作品
| 曲名                       | 作品名                                      | 備考                       |
| -------------------------- | ------------------------------------------- | -------------------------- |
| BLUE HEAVEN                | SPACE MOSA 〜SPACE MUSEUM OF SOUTHERN ART〜 | 一部のみ収録。現在は廃盤。 |
| 世界の屋根を撃つ雨のリズム | 未収録                                      |                            |

## ライブ映像作品
| 曲名                       | 作品名                                       | 備考                 |
| -------------------------- | -------------------------------------------- | -------------------- |
| BLUE HEAVEN                | シークレットライブ'99 SAS 事件簿 in 歌舞伎町 | 2番のBメロまで収録。 |
| 世界の屋根を撃つ雨のリズム | 未収録                                       |                      |